# گلن لوونس
گلن لوونس (انگلیسی: Glenn Loovens؛ زادهٔ ۲۲ سپتامبر ۱۹۸۳) بازیکن فوتبال اهل پادشاهی هلند است.
از باشگاه‌هایی که در آن بازی کرده است می‌توان به باشگاه فوتبال اکسلسیور، باشگاه فوتبال کاردیف سیتی، باشگاه فوتبال شفیلد ونزدی، باشگاه فوتبال دی گرافشاپ، باشگاه فوتبال فاینورد، باشگاه فوتبال رئال ساراگوسا، و باشگاه فوتبال سلتیک اشاره کرد.
وی همچنین در تیم‌های ملی فوتبال زیر ۲۱ سال هلند و هلند بازی کرده است.